# Домішка
До́мішка (англ. impurity) — хімічна сполука або елемент, що знаходяться у певних кількостях в однорідній речовині та відрізняються від її хімічного складу.
Домішки можуть мати природне або штучне походження. Штучні домішки можуть з'являтися під час синтезу хімічної речовини. Під час процесу виготовлення домішки можуть умисне, випадково, контрольовано, або неконтрольовано додаватись до речовини.
Вміст домішок в матеріалі свідчить про його чистоту. Але, оскільки рівень чистоти визначається лише умовно, то про чистоту матеріалу можна судити лише у порівнянні з іншими матеріалами.